# هانا ديفيس (مخرجة)
هانا ديفيس (بالإنجليزية: Hannah Davis)‏ هي مخرجة بريطانية، ولدت في 1972 في لندن في المملكة المتحدة.

## وصلات خارجية
- هانا ديفيس على موقع IMDb (الإنجليزية)
- هانا ديفيس على موقع ألو سيني (الفرنسية)
- هانا ديفيس على موقع أول موفي (الإنجليزية)
- هانا ديفيس على موقع قاعدة بيانات الأفلام السويدية (السويدية)
- هانا ديفيس على موقع قاعدة بيانات الفيلم (الإنجليزية)
- هانا ديفيس على موقع كينوبويسك (الروسية)